# Pestalotiopsis eupyrena
Pestalotiopsis eupyrena är en svampart som först beskrevs av Tassi, och fick sitt nu gällande namn av Nag Raj 1989. Pestalotiopsis eupyrena ingår i släktet Pestalotiopsis och familjen Amphisphaeriaceae.   Inga underarter finns listade i Catalogue of Life.